# Fordyce (Nebraska)
Pour les articles homonymes, voir Fordyce.
Fordyce est un village du comté de Cedar, dans l'État du Nebraska, aux États-Unis. En 2020, il comptait une population de 133 habitants.